# Гейден, Елизавета Николаевна
Графиня Елизаве́та Никола́евна Ге́йден (урождённая графиня Зубова; 21 декабря 1833 (2 января 1834) — 6 (18) мая 1894, Санкт-Петербург, Российская империя) — статс-дама, общественный деятель, благотворительница. Кавалерственная дама ордена Святой Екатерины.

## Биография
Родилась 21 декабря 1833 (2 января 1834) года в семье графа Николая Дмитриевича Зубова (1801—1871), поручика лейб-гвардии Преображенского полка, привлекавшегося по делу декабристов. Её дед, Дмитрий Александрович, приходился родным братом Платону Зубову, последнему фавориту Екатерины II. Её мать, Александра Гавриловна (1807—1839), принадлежала к французскому графскому роду Реймонд-Моден . В семье росли ещё двое сыновей Николай (1832—1898) и Гавриил, а также дочь Александра (1839—1877), позднее вышедшая замуж за генерала Михаила Николаевича Анненкова. В возрасте пяти лет лишилась матери.
Будучи фрейлиной двора, 31 октября 1854 года графиня Елизавета Николаевна вышла замуж за графа Фёдора Логгиновича Гейдена (1821—1900), сына Логгина Петровича Гейдена и Анны Ивановны, урождённой Аккелей.
Венчание было в Петербурге в Симеоновской церкви. 
Занимаясь благотворительностью, Елизавета Гейден возглавляла 5-й Дамский комитет Общества попечения о раненых и больных воинах, которое впоследствии было преобразовано в Российское общество Красного Креста. В 1869 году на средства комитета в Крестовоздвиженской общине, которая тогда не входила в состав Общества, началась подготовка «военных» сестер милосердия, способных оказывать квалифицированную помощь участникам военных конфликтов. Но ещё в июне 1868 года графиня Елизавета Николаевна обратилась к председательнице 2-го Санкт-Петербургского комитета принцессе Евгении Максимилиановне Ольденбургской с предложением организации новой общины. Принцесса стала председательницей Комиссии по управлению общиной, пост вице-председательницы заняла графиня Гейден. Покровительницей стала цесаревна Мария Федоровна. Официально деятельность общины, получившей название общины сестёр милосердия Святого Георгия, началась 26 ноября 1870 года. Этой деятельности графиня Гейден посвятила всю жизнь и была удостоена за труды ордена святой Екатерины малого креста. В 1894 году в Дудергофе было организовано убежище для престарелых и расстроивших здоровье сестёр, носившее имя графини Е. Н. Гейден, в нём также проводили лето ослабленные дети из неимущих семей.
Князь Э. Э. Ухтомский так отзывался о ней:
Жена графа Ф. Л. Гейдена — Елизавета Николаевна (рожденная графиня Зубова). Это была женщина выдающихся достоинств; известна, между прочим, своею деятельностью по Георгиевской общине сестер милосердия.

Графиня Гейден интересовалась литературой. Елизавета Николаевна была знакома с Достоевским, состояла с ним в переписке. Анна Григорьевна Достоевская замечала в своём дневнике:
Из лиц, с которыми Фёдор Михайлович любил беседовать и которых часто посещал в последние годы своей жизни, упомяну графиню Елизавету Николаевну Гейден, председательницу Георгиевской общины. Фёдор Михайлович чрезвычайно уважал графиню за её неутомимую благотворительную деятельность и всегда возвышенные мысли.
В дни, когда Фёдор Михайлович был уже тяжело болен, она, сама больная, написала письмо Достоевским : «Сейчас поражена была прочитанным в газетах известием о тяжкой болезни Фёдора Михайловича! Страшно, я всё о нём думала эти дни… Дня через два вырвусь, но до тех пор скажите, Бога ради, не нужно ли вам кого-нибудь, чего-нибудь? Хорошего врача, моего преданнейшего друга? сестру для ухода? или что или кого? Если у вас есть бюллетень, пришлите…» Фёдор Михайлович продиктовал жене последнее письмо для графини, в котором были сведения о ходе его болезни.
В дом Гейденов был вхож и Владимир Соловьёв, который «очень любил Гейденов, и они высоко ценили его».
Скончалась 6 (18) мая 1894 года в Санкт-Петербурге и была похоронена на Никольском кладбище Александро-Невской лавры. Её именем было названо русское начальное училище в Выборге.

## Дети
В браке родились семеро детей:
- Николай (1856—1919) — генерал, женат Евгении Петровне Кропоткиной;
- Александра (1857—1922) — супруга Павла Александровича Рауш фон Траубенберга (1858—1923);
- Александр (1859—1919) — вице-адмирал (1913), женат первым браком на Александре Владимировне Мусиной-Пушкиной, вторым — на Александре Александровне Олениной;
- Дмитрий (1862—1926) — полковник, женат на Екатерине Михайловне Драгомировой;
- Мария (1863—1939) — с 1883 года супруга графа Александра Дмитриевича Шереметева;
- Ольга (1864—1917) — фрейлина;
- Елизавета (1868—1920) — супруга Андрея Романовича Кнорринга.

### Комментарии
1. ↑  Согласно «Российской родословной книги», составленной князем П.В. Долгоруковым, Елизавета Николаевна по линии матери была потомком Салтычихи: от брака с ротмистром Глебом Алексеевичем Салтыковым (1730—1800), та имела двух сыновей. Один из них, Николай Глебович (ум. 1775), от брака с графиней Анастасией Фёдоровной Головиной имел дочь Елизавету Николаевну (1772—1852), вышедшую замуж за графа Гавриила Карловича де Реймонд-Модена (1773—1833)[6]